# Расмус Пеетсон
Расмус Пеетсон (ест. Rasmus Peetson, нар. 3 травня 1995, Пярну, Естонія) — естонський футболіст, півзахисник клубу «Левадія» та національної збірної Естонії.

## Ігрова кар'єра

### Клубна
Расмус Пеетсон народився у місті Пярну і грати у футбол починав у місцевому клубі «Пярну Ліннамеесконд» у нижчих дивізіонах. 
Влітку 2014 року футболіст перейшов до столичної «Левадії» і 18 серпня 2014 року дебютував у матчах вищого дивізіону чемпіонату Естонії і в першому ж матчі відзначився забитим голом. Сезон 2017 року Пеетсон провів в оренді у клубі з рідного міста Пярну — «Вапрус». Після чого повернувся до «Левадії», з якою виграв усі національні трофеї.

### Збірна
Расмус Пеетсон грав за молодіжну та олімпійську збірні Естонії.
11 січня 2019 року у товариському матчі проти Фінляндії Пеетсон дебютував у національній збірній Естонії.

## Титули
Левадія
 Чемпіон Естонії (3): 2014, 2021, 2024
 Переможець Кубка Естонії (3): 2017/18, 2020/21, 2023/24
 Переможець Суперкубка Естонії (4): 2015, 2018, 2022, 2025